# Discoverer 5
Discoverer 5 (również: CORONA 9002) – amerykański satelita technologiczny. Stanowił część tajnego programu CORONA.

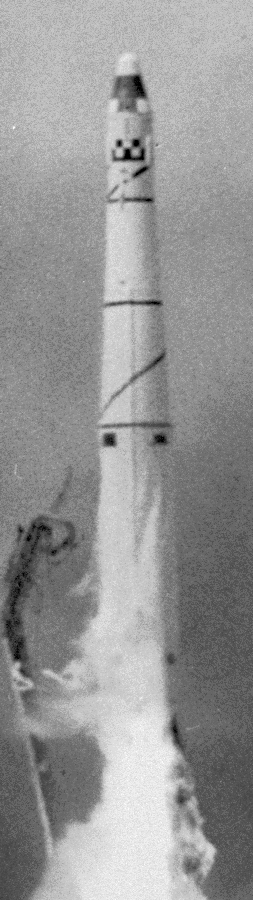
Start rakiety Thor Agena A z satelitą Discoverer 5, typu Corona KH-1, 13 sierpnia 1959.

## Przebieg misji
Misja miała za cel przetestować procedurę powrotu kapsuły SRV 111, która normalnie zawierałaby negatywy zdjęć wywiadowczych. Z powodu usterki elektrycznej została jednak wystrzelona na wyższą orbitę zamiast spaść na Ziemię. Spłonęła w atmosferze 2 listopada 1961.